# Armagnac
Armagnac (gaskoňsky Armanhac) je historický region o rozloze okolo 5 000 km² v Gaskoňsku na jihozápadě Francie, kde se do roku 1790 nacházelo hrabství Armagnac (francouzsky Comté d'Armagnac). Leží na území departementů Gers, Landes a Lot-et-Garonne, hlavním městem je Auch. Dělí se na Dolní Armagnac na severozápadě (zvaný také Černý Armagnac podle jílovité půdy) a Horní Armagnac na jihovýchodě (takzvaný Bílý Armagnac, protože leží na vápenci).

## Historie

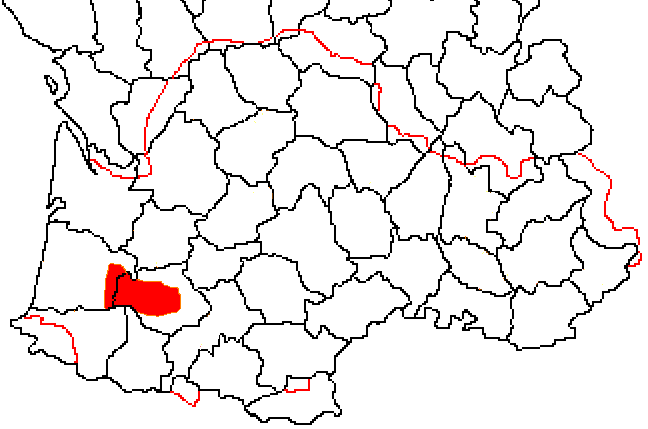
Poloha regionu Armagnac

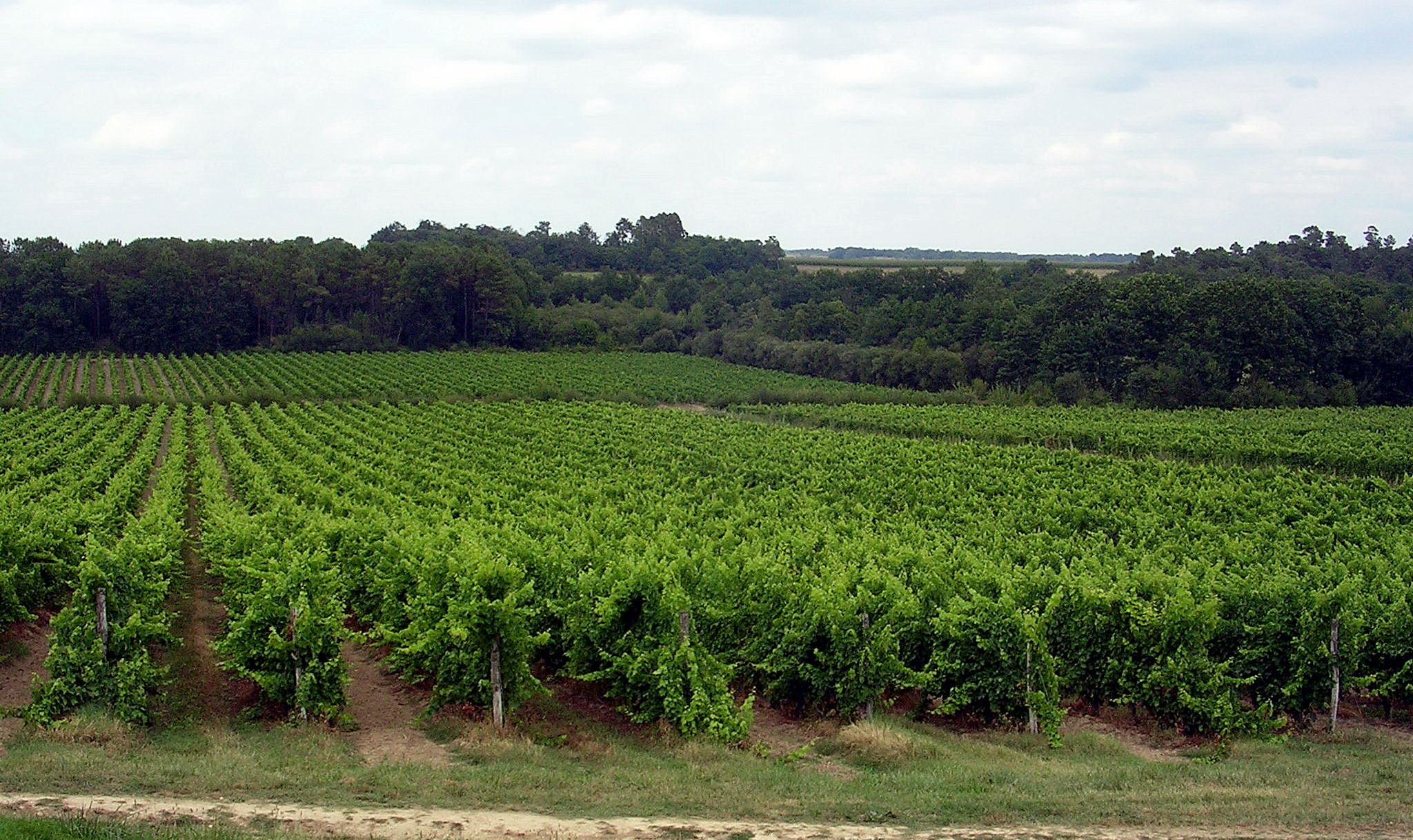
Vinice v oblasti Armagnac

Ve starověku oblast obývali Auskové, od roku 602 byla součástí Akvitánského vévodství. V roce 960 založil Bernard I. dynastii hrabat z Armagnacu. Od 12. století území patřilo Angličanům, za stoleté války zde vznikla Armagnacká strana, podporující Karla Orleánského. Armagnacký rod vymřel roku 1497 a hrabství připadlo Karlovi IV. z Alençonu a pak Bourbonům, definitivně připojil Armagnac k Francii roku 1607 Jindřich IV. Francouzský jako součást provincie Guyenne. Samospráva hrabství byla zrušena po velké francouzské revoluci.
Region tvoří pahorkatina s mírným a vlhkým oceánským klimatem, protékají jím řeky Baïse a Gers. Pěstuje se pšenice, kukuřice a především víno, vyrábí se zde proslulá vinná pálenka nazvaná podle kraje armaňak.

## Symbolika

znak:
do roku 1304
od roku 1304